# 김회성
김회성(金會成, 1985년 12월 4일 ~ )은 전 KBO 리그 한화 이글스의 내야수이자, 현 KBO 리그 한화 이글스의 전력분석원이다.

## 선수 시절

### 아마추어 시절
2007년 제 14회 대통령기 전국 대학야구 선수권 대회에서 포수 이지영과 함께 경성대학교의 첫 우승에 공헌했다. 대회 준결승전인 원광대학교와의 경기에서 3연타석 홈런을 기록했다. 2008년 회장기 전국 대학 야구 대회 하계 리그에서도 이상백, 한동민과 함께 경성대학교의 우승에 기여했다.

### 한화 이글스시절
2009년에 1차 지명을 받았는데, 유일한 대졸 출신 1차 지명자였다. 2007년 드래프트부터 전학 경력자의 1차 지명이 금지됐기 때문에 고등학교 시절 전학 경력으로 인해 지역 연고를 기반으로 한 드래프트 1차 지명 대상자 유무에 대한 판단이 필요했으나, KBO로부터 지명이 가능하다는 유권 해석을 받아 지명될 수 있었다.
2008년 9월 22일 계약금 1억원, 연봉 2,000만원의 조건으로 입단하였다. 2009년 두산 베어스와의 연습 경기 도중 손등에 공을 맞아 골절상을 당해 3개월 간 재활했다. 2009년 5월 14일 처음으로 1군에 등록됐고 부상 중인 이범호를 대신해 선발 3루수로 출장했다. 2010년 스프링캠프가 끝날 무렵에 연습 경기 도중 불규칙 바운드에 손가락을 맞아 또 한 번 골절상을 입으며 수술과 재활에 3개월이 걸렸다. 그 해 겨울에는 어깨 수술을 받았다.

### 경찰 야구단시절
부상으로 별 활약을 보여주지 못하고 2011년 시즌 후 입대해 군 복무를 마쳤다. 2012년에 18홈런으로 북부리그 홈런왕을 차지했다.

### 한화 이글스복귀
2013년 9월 28일에 제대해 일본 미야자키 교육 리그에 참가했다.
2017년 9월 23일 삼성전에서 장필준을 상대로 끝내기 안타를 쳐 내며 팀의 승리를 이끌었다. 2020년 11월 6일에 방출됐다.

## 야구선수 은퇴 후
2021년부터 한화 이글스의 전력분석원으로 활동한다.

## 별명
- 2015년 LG전에서 2루 도루를 시도하다가 마치 브레이크 댄스를 하듯 다리를 위로 들어올리며 2루에 들어가자 '회콜피온'이라고 불린다.
- 성적이 좋지 않아 '김회충'이라고 불린다.

## 출신 학교
- 대전신흥초등학교
- 한밭중학교
- 공주고등학교(전학) → 속초상업고등학교(전학) →  세광고등학교
- 경성대학교

## 통산 기록
| 연도 | 팀명   | 타율  | 경기 | 타수 | 득점 | 안타 | 2루타 | 3루타 | 홈런 | 루타 | 타점 | 도루 | 도실 | 볼넷 | 사구 | 삼진 | 병살 | 실책 |
| ---- | ------ | ----- | ---- | ---- | ---- | ---- | ----- | ----- | ---- | ---- | ---- | ---- | ---- | ---- | ---- | ---- | ---- | ---- |
| 2009 | 한화   | 0.143 | 20   | 28   | 3    | 4    | 2     | 0     | 0    | 6    | 1    | 0    | 0    | 1    | 3    | 12   | 2    | 1    |
| 2010 | 한화   | 0.000 | 11   | 17   | 0    | 0    | 0     | 0     | 0    | 0    | 0    | 0    | 0    | 2    | 0    | 7    | 1    | 1    |
| 2011 | 한화   | 0.143 | 37   | 49   | 5    | 7    | 3     | 0     | 2    | 16   | 6    | 0    | 0    | 5    | 3    | 19   | 2    | 0    |
| 2014 | 한화   | 0.236 | 59   | 140  | 21   | 33   | 8     | 1     | 6    | 61   | 18   | 0    | 0    | 14   | 4    | 45   | 4    | 4    |
| 2015 | 한화   | 0.209 | 83   | 225  | 36   | 47   | 10    | 2     | 16   | 109  | 35   | 2    | 4    | 28   | 10   | 58   | 4    | 7    |
| 2016 | 한화   | 0.200 | 28   | 45   | 12   | 9    | 0     | 0     | 1    | 12   | 8    | 0    | 0    | 9    | 2    | 17   | 1    | 1    |
| 2017 | 한화   | 0.235 | 54   | 85   | 10   | 20   | 4     | 0     | 3    | 33   | 13   | 0    | 0    | 13   | 2    | 24   | 3    | 1    |
| 2018 | 한화   | 0.259 | 58   | 85   | 15   | 22   | 5     | 0     | 4    | 39   | 17   | 1    | 0    | 11   | 3    | 26   | 3    | 0    |
| 2019 | 한화   | 0.231 | 58   | 104  | 7    | 24   | 4     | 0     | 3    | 37   | 18   | 2    | 1    | 11   | 0    | 24   | 1    | 2    |
| 2020 | 한화   | 0.167 | 15   | 18   | 1    | 3    | 1     | 0     | 0    | 4    | 1    | 0    | 0    | 3    | 1    | 6    | 2    | 2    |
| 통산 | 10시즌 | 0.212 | 423  | 796  | 110  | 169  | 37    | 3     | 35   | 317  | 117  | 5    | 5    | 97   | 28   | 238  | 23   | 19   |